# Divadlo Na zábradlí
Divadlo Na zábradlí (Nederlands: Theater op de balustrade) is een theater in de Oude stad van Praag. Het theater is in 1958 opgericht en is vernoemd naar de straat waar die aan ligt, die van het plein Anenské náměstí naar de Moldaukade loopt. De eerste voorstelling, een musical getiteld Kdyby tisíc klarinetů, vond hier 9 december 1958 plaats. In het theater heeft onder andere de latere Tsjechische president Václav Havel gewerkt.